# Molophilus (Molophilus) aenigmaticus
Molophilus (Molophilus) aenigmaticus is een tweevleugelige uit de familie steltmuggen (Limoniidae). De soort komt voor in het Australaziatisch gebied.